# Noropsis
Noropsis là một chi bướm đêm thuộc họ Erebidae.